# Benny Strasser
Mathias Benjamin Strasser (* 5. August 1989 in Neuenbürg), bekannt als Benny Strasser, ist ein deutscher Mountainbiker, der im Downhill aktiv war.

## Werdegang
Mit dem Mountainbikesport begann Strasser im Alter von 13 Jahren, nach ersten Erfolgen im Downhill im Nachwuchsbereich wurde er zur Saison 2006 in das Deutsche Nationalteam aufgenommen. Seit 2006 startet er auch bei internationalen Wettbewerben. Sein bestes Ergebnis im UCI-Mountainbike-Weltcup erzielte er in Champéry mit einem 4. Platz in der Junioren-Klasse. 2007 wurde er Deutscher Junioren-Meister im Downhill.
Nach dem Wechsel in die Elite war Strasser vorrangig auf nationaler Ebene erfolgreich, 2011 und 2012 gewann er die Gesamtwertung im IXS German Downhill Cup, 2011 wurde er Deutscher Meister in der Elite. Am Ende der Saison 2012 erreichte er mit Platz 43 seine beste Position in der Weltrangliste.
2013 beendete Strasser sein Studium und entschied sich, den Mountainbikesport als Semiprofi zu betreiben. Hauptberuflich ist er Wirtschaftsingenieur und arbeitet als Qualitätsmanager bei seinem langjährigen Sponsor Magenwirth Technologies. In der Saison 2015 erreichte er mit Platz 30 bei den UCI-Mountainbike-Weltmeisterschaften und Platz 23 beim Weltcup-Rennen in Mont Sainte-Anne die besten Platzierungen seiner Karriere.
2017 und 2018 startete Strasser nach einem Teamwechsel und einer schweren Fußverletzung hauptsächlich im IXS Downhill Cup und gewann in beiden Jahren die Gesamtwertung. Seit der Saison 2019 nimmt er nur noch an ausgewählten Wettkämpfen und nicht mehr an Weltcups teil. Als erster Deutscher wurde Strasser nach seinem Sieg in der Masters-Klasse Deutscher Meister in allen drei Altersklassen.

## Erfolge
2007
- Deutscher Meister (Junioren) – Downhill
- Gesamtwertung IXS German Downhill Cup (Junioren)

2011
- Deutscher Meister – Downhill
- Gesamtwertung IXS German Downhill Cup

2012
- Gesamtwertung IXS German Downhill Cup

2017
- Gesamtwertung IXS German Downhill Cup

2018
- Gesamtwertung IXS Downhill Cup

2019
- Deutscher Meister (Masters) – Downhill